# Yam
Pour les articles homonymes, voir Yam (homonymie).
Cet article possède des paronymes, voir Yame (paronymie).

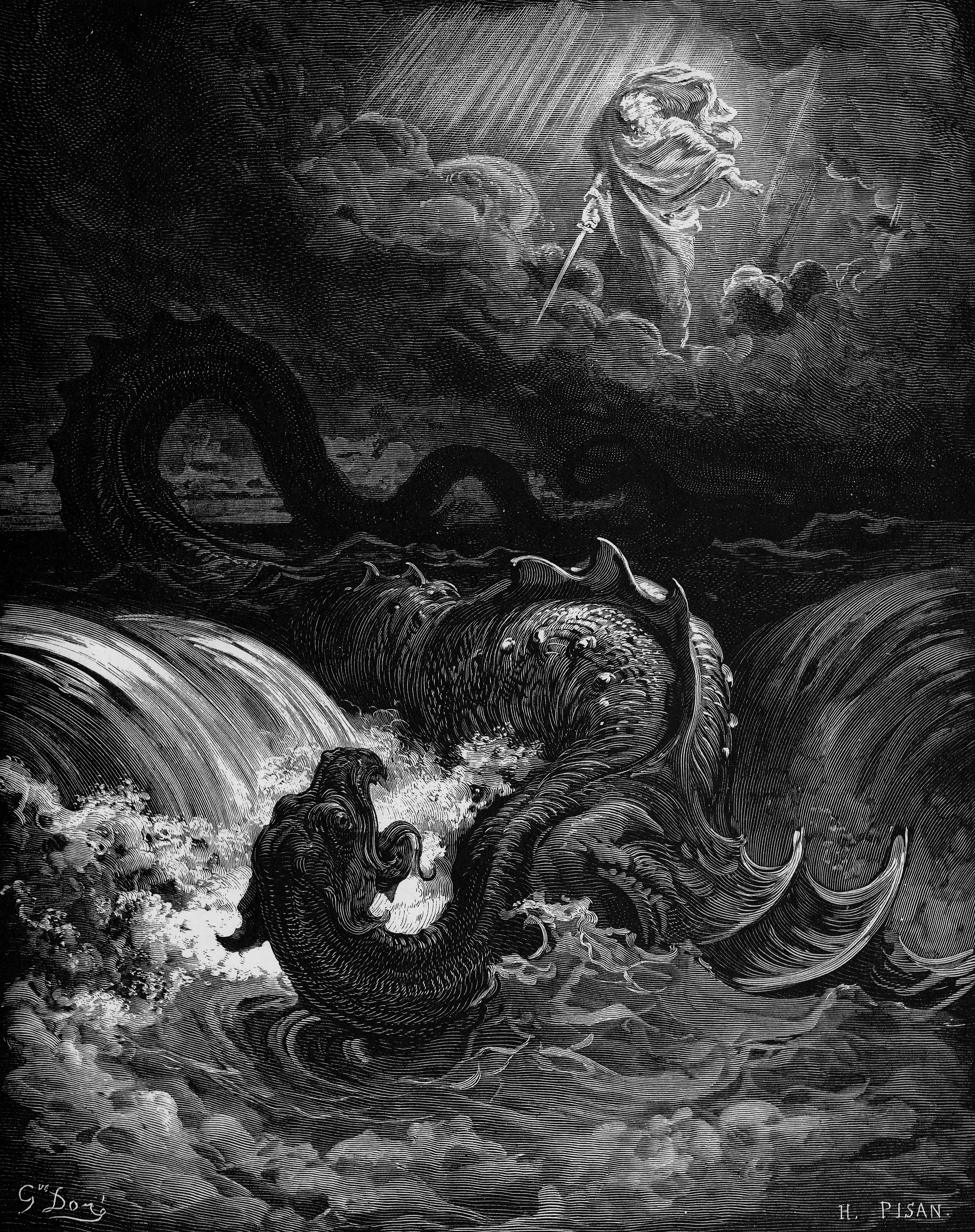
Destruction du Léviathan,gravure de Gustave Doré 1865.

Yam (ou Yaw, Yammu, Yamm) est une divinité sémitique levantine du chaos et des mers déchaînées évoquée dans les écrits de l'ancienne cité d’Ougarit. On l’oppose souvent à Baal, le dieu de l’Orage, dont le nom signifie « seigneur ». En ougaritique, Baal est parfois cité comme « roi des cieux », ou « premier fils d'El ».
Le récit ougaritique du Cycle de Baal raconte qu'au commencement, le tout puissant El avait attribué la royauté divine à Yam. Un jour, les messagers de Yam demandèrent que les dieux lui envoient Baal pour devenir son serviteur. Baal refusa et engagea une bataille sanglante contre Yam qu'il terrassa. La royauté divine fut alors donnée à Baal.
Selon la théologie du Proche-Orient ancien, la divinité de la Mer incarne les forces du Chaos, que doit vaincre le dieu souverain, souvent le dieu de l'Orage. Dans le Cycle de Baal, Yam joue un rôle similaire à celui de Tiamat dans l'Épopée de la création babylonienne.
Yam, bien qu'ennemi de Baal et des autres dieux de Zion, n'est pourtant pas une divinité négative — comme l'Hadès grec et le Loki nordique, son culte avait un certain prestige.
En Égypte antique, Yam est connu grâce à un papyrus fragmentaire, le papyrus d'Astarté. Ce document semble laisser entendre que les demandes de tribut exorbitantes de Yam aux autres dieux auraient été contrecarrées par la déesse Astarté.
Yam serait peut-être la même déité que Lotan (Léviathan en hébreu), qui a été représenté comme un dragon ou un serpent.